# Tihorețk
Tihorețk (ru. Тихорецк) este un oraș din regiunea Krasnodar, Federația Rusă, cu o populație de 65.005 locuitori.

## Geografie

### Climat
| Date climatice pentru Tihorețk  | Date climatice pentru Tihorețk | Date climatice pentru Tihorețk | Date climatice pentru Tihorețk | Date climatice pentru Tihorețk | Date climatice pentru Tihorețk | Date climatice pentru Tihorețk | Date climatice pentru Tihorețk | Date climatice pentru Tihorețk | Date climatice pentru Tihorețk | Date climatice pentru Tihorețk | Date climatice pentru Tihorețk | Date climatice pentru Tihorețk | Date climatice pentru Tihorețk |
| Luna                            | Ian                            | Feb                            | Mar                            | Apr                            | Mai                            | Iun                            | Iul                            | Aug                            | Sep                            | Oct                            | Nov                            | Dec                            | Anual                          |
| ------------------------------- | ------------------------------ | ------------------------------ | ------------------------------ | ------------------------------ | ------------------------------ | ------------------------------ | ------------------------------ | ------------------------------ | ------------------------------ | ------------------------------ | ------------------------------ | ------------------------------ | ------------------------------ |
| Maxima medie °C (°F)            | 1.8 (35,2)                     | 3.2 (37,8)                     | 9.0 (48,2)                     | 17.0 (62,6)                    | 22.8 (73)                      | 26.8 (80,2)                    | 30.1 (86,2)                    | 29.6 (85,3)                    | 24.1 (75,4)                    | 16.8 (62,2)                    | 8.8 (47,8)                     | 4.0 (39,2)                     | 16,2 (61,2)                    |
| Media zilnică °C (°F)           | −1.5 (29,3)                    | −0.8 (30,6)                    | 4.5 (40,1)                     | 11.6 (52,9)                    | 17.2 (63)                      | 21.1 (70)                      | 24.1 (75,4)                    | 23.4 (74,1)                    | 18.2 (64,8)                    | 11.8 (53,2)                    | 5.0 (41)                       | 0.9 (33,6)                     | 11,3 (52,3)                    |
| Minima medie °C (°F)            | −4.7 (23,5)                    | −4.8 (23,4)                    | 0.0 (32)                       | 6.2 (43,2)                     | 11.5 (52,7)                    | 15.4 (59,7)                    | 18.1 (64,6)                    | 17.3 (63,1)                    | 12.2 (54)                      | 6.7 (44,1)                     | 1.2 (34,2)                     | −2.3 (27,9)                    | 6,4 (43,5)                     |
| Minima istorică °C (°F)         | −30.6 (−23.1)                  | −26 (−14.8)                    | −25.4 (−13.7)                  | −10 (14)                       | −0.7 (30,7)                    | 2.9 (37,2)                     | 8.8 (47,8)                     | 7.4 (45,3)                     | 0.2 (32,4)                     | −6.9 (19,6)                    | −17.8 (0)                      | −22.3 (−8.1)                   | −30,6 (−23,1)                  |
| Sursă: Тихорецк погода и климат |                                |                                |                                |                                |                                |                                |                                |                                |                                |                                |                                |                                |                                |